# Лейнан, Ранди
Ранди Солли Лейнан (норв. Randi Solli Leinan; род. 9 апреля 1968) — норвежская футболистка, нападающий. Чемпионка мира (1995) в составе национальной сборной.

## Карьера

### Клубная карьера
Во взрослом футболе дебютировала в 1991 году в норвежском женском футбольном клубе «Русенборг», за который выступала на протяжении первых пяти сезонов своей игровой карьеры. В 1997 году присоединилась к другой норвежской команде «Колботн», в составе которой отметилась 13 забитыми голами. Завершила профессиональную игровую карьеру в 1997 году в возрасте 29 лет.

### Карьера в сборной
В 1993 году дебютировала в официальных матчах в составе женской национальной сборной Норвегии по футболу. В 1995 году была в составе команды, завоевавшей золотые медали на чемпионате мира в Швеции. В том же году представляла страну на чемпионате Европы, а также выступала на турнире 1997 года.
Всего в составе сборной приняла участие в 19 матчах, отметившись 8 забитыми голами.